# Golub grivnjaš
Golub grivnjaš (lat. Columba palumbus) ptica je iz porodice golubova, reda golupčarki.

## Izgled
Golub grivnjaš fizički je najveća vrsta goluba. Osim po veličini, od ostalih golubova lako ga je razlikovati po bijelim točkama s obje strane vrata te bijelim crtama na krilima, koje se jasno vide u letu. Ostatak tijela mu je sive boje, a prsa su mu lagano ružičaste boje. Odrasli primjerci dugi su između 38 i 44,5 cm, a teže između 300 i 615 grama. Raspon krila im je između 68 i 80 cm.
Mlade ptice nemaju bijele dijelove oko vrata, koji se počinju formirati kad dosegnu oko šest mjeseci starosti. Uz to su svjetlije sive boje tijela te sivljeg kljuna u odnosu na odrasle ptice.

## Životni prostor
Golub grivnjaš ptica je selica u sjevernoj i istočnoj Europi te zapadnoj Aziji, dok je u južnim i zapadnim dijelovima Europe često vrlo rasprostranjena stanarica. U kontinentalnoj Hrvatskoj boravi između ožujka i listopada, dok u primorskim krajevima može biti prisutan i kao stanarica.

## Gniježdenje i ponašanje
Golub grivnjaš gnijezdi se u krošnjama stabala u šumama, parkovima i vrtovima. Gnijezdo izrađuje od grančica te u njega polaže dva jaja iz kojih se ptići izlegnu nakon 17 do 19 dana. Za izradu gnijezda često odabire stabla u blizini ceste ili rijeke. Gnijezda su često na meti vrana. Mlade ptice sposobne su letjeti nakon 33 – 34 dana, ali u slučaju napada na gnijezdo mogu preživjeti napuštajući ga 20-ak dana nakon što se izlegnu iz jajeta.
Mužjaci su u sezoni parenja pojačano agresivni jedni prema drugima. Tijekom udvaranja hodaju po grani napuhanoga vrata, pognutih krila i raširenoga repa. Inače je riječ o druževnoj ptičjoj vrsti koja izvan sezone parenja često obitava u velikim jatima.
Let goluba grivnjaša je brz sa stalnim zamasima krilima, karakterističan za golubove. U pokaznom letu prvo se uspinje, a potom naglo ponire jedreći. Glasa se prigušenim gugutanjem u pet slogova s naglaskom na drugom, gu-guu-gu gu-gu.
U prisutnosti čovjeka je oprezan, ali u nedostatku znakova progona prilično pitom.

## Ishrana
Golub grivnjaš uglavnom se hrani biljnom hranom. Najčešće jede svježe lišće kritosjemenjača i lisnatog povrća koje skuplja u poljima, vrtovima i s travnjaka. Jede i žitarice, orašaste plodove te voće. Tijekom jeseni se hrani i smokvama te žirevima, a tijekom zime pupovima voćaka i grmova. Prehranu povremeno nadopunjava ličinkama, mravima i crvima. Potrebu za pićem i kupanjem zadovoljava traženjem otvorenih spremnika vode. Zbog svog načina prehrane lako može postati poljoprivrednim nametnikom.